# Jim Mellon
Jim Mellon (geboren Februar 1957) ist ein britischer Milliardär und Geschäftsmann.

## Leben
Jim Mellon wurde im Februar 1957 in Edinburgh geboren. Sein Vater ist der ehemalige Diplomat Sir James Mellon. Dieser war von 1983 bis 1986 Botschafter in Dänemark, von 1978 bis 1983 Hochkommissar in Ghana und von 1986 bis 1988 Generalkonsul in New York. Die Familie ist entfernt mit der Pittsburgh Mellon Banker-Dynastie verwandt.
Er hat einen Master in Politikwissenschaft, Philosophie und Wirtschaftswissenschaften von der University of Oxford.

## Karriere
Nach der Universität arbeitete Melon ab 1979 als Trainee bei Griffin Thorton (GT) in Hongkong und San Francisco. Gemeinsam mit Richard Thornton gründete er 1984 Thornton Management und kehrte nach Hongkong zurück.
Der Verkauf dieser Firma machte ihn mit 28 Jahren zum Millionär.
1992 gründete er zusammen mit Jayne Sutcliffe die Investmentfirma Regent Pacific. Sir John Templeton war ihr erster Kunde. In den 1990ern machte Mellon spektakuläre Umsätze bei der Transformation Russlands zu Marktwirtschaft. Ebenfalls in den 1990ern gründete er die Vermögensverwaltung Charlemagne Capital.
Die russische Finanzkrise von 1998 war für Regent Pacific katastrophal, da die Investitionen in die russischen und osteuropäischen Fonds des Unternehmens fast wertlos wurden und der größte Teil der Liquidität in Lokalwährungsanleihen gebunden war.
Als Regent Pacific eine Beteiligung an der Hambros Bank erwarb, startete Mellon einen öffentlichen Angriff auf die Vorstandsarbeit, die der Auflösung der Bank vorausging. Dies und die Methoden von Regent zum Aufbrechen geschlossener Fonds führten 1997 zu einem Artikel in der Business Week, der ihn und den Investment Direktor des Unternehmens, Peter Everington, als "The Bad Boys of Emerging Markets" bezeichnete. 2009 sagte Mellon: "Im Nachhinein war ich zu laut, und ich habe es nicht noch einmal so gemacht – ich bin jetzt mehr hinter den Kulissen".
Zusammen mit Stephen Dattels gründete Mellon 2005 mit nur 100.000 US-Dollar das Uranbergbauunternehmen Uramin. Das 2006 an der Börse notiert Unternehmen verkaufte er im darauffolgenden Jahr für rund 1,6 Milliarden GBP an Areva, was ihm einen Gewinn von 80 Millionen GBP einbrachte. Areva musste später einen massiven Wertverlust von Uramin hinnehmen.
Mellon ist weiterhin non-executive Chairman bei Regent Pacific und der executive Co-Chairman des Vorstandes von Fast Forward Innovations (ehemals Kuala Innovations) und non-executive Chairman der Speymill Deutsche Immobilien Company, der Port Erin Biopharma Investments Limited und der SalvaRx Group PLC (ehemals 3Legs Resources). Er hat auch non-executive Verwaltungsratsmandate bei Condor Gold PLC, Bradda Head Limited (ehemals Life Science Developments) und Portage Biotech Inc. und ist der Gründer von Mann Bioinvest.
Er ist auch Vorsitzender der Vermögensverwaltung Burnbrae und der Manx Financial Group PLC, der Muttergesellschaft der Conister Bank. Arron Banks gehören 25 % der Bank. Mellon ist auch durch das Gaming Unternehmen Webis Holdings PLC (watchandwager.com), an dem Burnbrae die Mehrheitsbeteiligung hält und Sir James Aufsichtsratsmitglied ist, finanziell mit Banks verbunden. Im Jahr 2008 erwarb Banks "meldepflichtige Anteile" der Firma, teilweise gehalten von seiner Southern Rock Versicherungsgruppe.
2016 gründete Mellon mit Greg Bailey, Declan Doogan, Anthony Chow und Alexander Pickett das Biotechnologie-Unternehmen Juvenescence. Im Jahr 2018 warb Juvenescence 50 Millionen US-Dollar Finanzierung ein, 2019 weitere 100 Millionen US-Dollar.
Im Mai 2020 erwarb Mellon über eine direkte sowie eine indirekte Beteiligung über eine Tochtergesellschaft von Burnbrae 15 Prozent an dem Unternehmen Condor Gold und wurde dessen Non-Executive Director.

## Politik
Im Jahr 2009 war Mellon ein führender Geldgeber von Premierminister David Cameron und kritisierte das "verrückte Vorgehen der Labour-Regierung gegen die Nicht-Domizilierten, die so viel Geld und Fachwissen in das Land bringen."
Mellon war Berichten zufolge derjenige, der Arron Banks dem damaligen UKIP-Führer Nigel Farage zum ersten Mal vorstellte.
Er spendete mindestens 100.000 GBP an Kampagnen, die für einen Austritt Großbritanniens aus der EU im Jahr 2015 eintraten.
Seine geschäftlichen Beziehungen zu Russland, die den Brexit nachdrücklich unterstützten, zogen Aufmerksamkeit auf sich. Kurz nach dem Brexit-Votum kaufte Mellon die Fondsmanagementgesellschaft Charlemagne Capital von der Regierung des Landes mit einem erheblichen Abschlag Aktien des russischen Diamantenproduzenten Alrosa. Laut New York Times warf dies "neue Fragen darüber auf, ob der Kreml versuchte, kritische Persönlichkeiten in der Brexit-Kampagne zu belohnen."
Im März 2016 erklärte Mellon, dass er dem Brexit gegenüber weniger "ideologisch verpflichtet" sei als sein Freund Arron Banks, und dass es "gute Argumente auf beiden Seiten" gebe in einer seiner Meinung nach "nuancierten" Debatte.
Im November 2016 nannte er den Euro einen "ungeeigneten Mechanismus" und gab ihm eine restliche Bestandsdauer von ein bis fünf Jahren.
Mellon ist im Vorstand der Initiative for Free Trade, einer in London ansässigen Forschungsstiftung. Sie wurde nach der Brexit-Entscheidung von dem Europaabgeordneten und Brexit-Befürworter Daniel Hannan gegründet und setzt sich für den Freihandel ein.
Im Juli 2018 sagte Mellon, es werde "aufgrund der absolut katastrophalen Verhandlungsführung in den letzten zwei Jahren nun ein zweites Referendum" geben, mit dem Ergebnis, dass "mit ein paar Zugeständnissen von Seiten Europas der Verbleib gewinnen wird."

## Philanthropie
Mellon spendete an das Oriel College, einem Gründungsinstitut der University of Oxford. Das Geld wurde für den Bau eines Wohnheims verwendet. Die James Mellon Hall wurde im November 2000 von Königin Elisabeth II. eröffnet.
Mellon investierte, unter anderem über Juvenescence, in AgeX Therapeutics, ein Unternehmen, welches medizinische Therapeutika für die menschliche Langlebigkeit entwickelt. Mellon spendete auch 100.000 GBP an das Institute of Healthy Ageing an der UCL. Mit diesem Geld konnte ein 3D-SIM-Mikroskop erworben werden. Er stiftete mehr als 25.000 GBP an die Methusalem Stiftung, welche den "Kampf gegen das Altern" vorantreiben will. Im November 2018 spendete Mellon 100.000 GBP an die SENS Foundation.

## Privatleben
Mellon lebt auf der Isle of Man. Im Jahr 2000 war er der größte Grundbesitzer auf der Isle of Man.
Im Jahr 2012 hatte er auch Wohnsitze auf Ibiza, in Berlin, San Francisco und Brüssel.
Mellon ist sehr am Galopprennsport interessiert und besitzt das Rennpferd Toffee Galore.

## Veröffentlichungen
- Wake Up! Survive and Prosper in the Coming Economic Turmoil (2005)
- The Top 10 Investments for the Next 10 Years (2008)
- Top Ten Investments to Beat the Crunch! (2009)
- Cracking the Code (Co-Autor) (John Wiley, 2012)
- Fast Forward (2015)
- Juvenescence: Investing in the Age of Longevity (2017)